# Florea Voinea
Florea Voinea (Puchenii Mari, 21 aprile 1941) è un ex calciatore rumeno, di ruolo attaccante.

## Palmarès

### Club

#### Competizioni nazionali
- Campionato rumeno: 1

Steaua Bucarest: 1967–1968
- Coppa di Romania: 5

Steaua Bucarest: 1961–1962, 1965–1966, 1966–1967, 1968–1969, 1969–1970
- Campionato francese:

Nîmes: 1971–1972 (secondo posto)

#### Competizioni internazionali
- Coppa delle Alpi: 1

Nîmes: 1972